# 1218 Aster
1218 Aster (1932 BJ) là một tiểu hành tinh vành đai chính được phát hiện ngày 29 tháng 1 năm 1932 bởi Karl Wilhelm Reinmuth ở Heidelberg.